# Пащенко Марія Пилипівна
Марія Пилипівна Пащенко (нар. 27 квітня 1900, Ялта — пом. 30 серпня 1980, Харків) — українська радянська художниця; член Харківської організації Спілки радянських художників України з 1960 року.

## Біографія
Народилася 14 [27] квітня 1900 року в місті Ялті. Упродовж 1919—1922 років там же навчалася в студії Едуарда Штейнберга. У 1922—1929 навчалася у Харківському художньому інституті, де її викладачами були зокрема Олександр Хвостенко-Хвостов, Микола Бурачек, Михайло Шаронов, Митрофан Федоров.
Жила у Харкові, в будинку на вулиці Сумській, № 44, квартира № 2 а. Померла у Харкові 30 серпня 1980 року.

## Творчість
Працює в галузі станкового живопису і станкової графіки. Серед робіт:
живопис
- «Сосни» (1935);
- «Берег моря в Лівадії» (1939);
- «Пам'ятник Шевченкові в Харкові» (1939);
- «Вокзал» (1944);
- «Пам'ятник Пушкіну в Харкові» (1949);

графіка
- «Сейнери» (1955, літографія);
- «В порту» (1955, літографія);
- «Ялта. Узбережжя» (1956, монотипія);
- «Берегова охорона» (1958, літографія);
- «Харків. Історичний музей» (1959);
- «У парку імені Тараса Шевченка. Харків» (1960);
- «Харків. Стрілка річок Лопань-Харків» (1960, офорт);
- «Харків. Театр імені Тараса Шевченка» (1961);
- «Ялта. Берегова вахта» (1963);

серії
- «Харків» (1960—1964, літографії);
- «В саду Шевченка» (1964, літографії).

Брала участь у республіканських виставках з 1953 року, всесоюзних — з 1958 року, зарубіжних — з 1963 року.